# Baszta Raduńska
Baszta Raduńska – niezachowana baszta obronna Starego Miasta w Gdańsku. 

## Historia
Baszta Raduńska (Radaunenturn) zbudowano w latach 1518 ̶ 1519, która to została wyposażona w przepust umożliwiające przepływ wód kanału Raduni. Znajdowała się na północ od dzisiejszego budynku Nowego Ratusza. Została wzniesiona w pierwszej połowie XVI wieku dla ochrony Bramy Raduńskiej – ufortyfikowanego przepustu Kanału Raduni poprzez ciąg zachodnich fortyfikacji Starego Miasta. Baszta przylegała bezpośrednio do Bramy Raduńskiej. Posiadała cylindryczny kształt oraz masywne mury dochodzące do 5 metrów grubości, ze strzelnicami we wnękach. Baszta była stopniowo zasypywana ziemią w związku z rozbudową Bastionu św. Elżbiety, aż w końcu zniknęła wewnątrz niego całkowicie, gdzie służyła najprawdopodobniej jako magazyn. Została rozebrana w 1895 roku podczas niwelacji Bastionu św. Elżbiety. Podczas rozbiórki pod koniec XIX wieku baszta osiągała wysokość około 12 metrów. Fundamenty baszty znajdują się najprawdopodobniej nadal pod ziemią. 